# Herbert Feurer
Herbert Feurer (Aspang, 1954. január 14. –) válogatott osztrák labdarúgó, kapus, edző.

## Pályafutása

### Klubcsapatban
Az SC Aspang korosztályos csapatában kezdte a labdarúgást, ahol 1969-ben mutatkozott be az első csapatban. 1974 és 1976 között az 1. Wiener Neustädter SC labdarúgója volt. 1976 és 1989 között a Rapid Wien csapatában szerepelt, ahol négy-négy bajnoki címet és osztrák kupagyőzelmet szerzett. Tagja volt az 1984–85-ös idényben KEK-döntős együttesnek.

### A válogatottban
1980 és 1982 között hét alkalommal szerepelt az osztrák válogatottban. Tagja volt az 1982-es spanyolországi világbajnokságon részt vevő csapatnak.

### Edzőként
Visszavonulása után kapusedzőként dolgozott. 1989–1992, 1994–1998, 2000–2006 között a Rapid Wien, 1992 és 1994 között az Admira Wacker, 1993 és 2002 között az osztrák válogatott kapusedzőjeként tevékenykedett.

## Sikerei, díjai
Rapid Wien
- Osztrák bajnokság
  - bajnok (4): 1981–82, 1982–83, 1986–87, 1987–88
  - 2. (3) : 1983–84, 1984–85, 1985–86
- Osztrák kupa
  - győztes (4): 1983, 1984, 1985, 1987
  - döntős: 1986
- Osztrák szuperkupa
  - győztes (3): 1986, 1987, 1988
- Kupagyőztesek Európa-kupája (KEK)
  - döntős: 1984–85